# A93 (Groot-Brittannië)
De A93 is een 174 km lange hoofdverkeersweg in Schotland.
De weg verbindt Perth via Blairgowrie en Braemar met Aberdeen.

## Hoofdbestemmingen
- Blairgowrie
- Braemar
- Aberdeen